# 横道世之介
『横道世之介』（よこみち よのすけ）は、吉田修一による日本の小説。2008年4月1日から2009年3月31日まで『毎日新聞』に連載され、2009年9月16日に毎日新聞社より刊行された。2010年度柴田錬三郎賞受賞作。また同年度の本屋大賞3位に入賞している。2012年11月9日に文庫版が刊行。映画化され、2013年2月23日に全国公開された。
バブル期の東京を舞台に、長崎から上京してきた大学生・横道世之介が様々な人々と出会い関わっていく青春小説。作中では散発的に、連載時（2008年）の時代まで成長した登場人物たちのその後の描写が挿入される形式になっている。
作者によると、主人公名を作品タイトルにする方針に沿い、まず世之介の名前が決定。「名字は韻を踏んだほうがいい。」という助言を踏まえ、作者の郷里でもある長崎で横着者を指す「横道もの」という言葉および、横道に逸れるといったニュアンスを意識し、決まったとのこと。
2019年2月、続編となる『続横道世之介』が中央公論新社より刊行された。

## あらすじ
1987年、大学進学のために長崎から上京してきた青年・横道世之介は、そのお人好しな性格から流されるままにサンバサークルに入り、一目惚れした年上の女性・千春に弟のふりをしてくれと頼まれたり、世間知らずの社長令嬢・祥子に振り回されたり、友人の倉持に金を貸したりと、様々な人々と出会いながら忙しい1年間を過ごす。そして周囲の人々にとっても、世之介との出会いは青春時代の大切な思い出となる。
1987年4月から1988年3月までの世之介の1年間の描写に加え、16年後の現在（2003年）から周囲の人間が世之介を振り返る構成となっている。

## 登場人物
横道 世之介（よこみち よのすけ）
長崎の港町出身の青年。経営学部で、サンバサークルに所属。流されやすく熱しやすい性格。後に報道カメラマンとなる。
倉持 一平（くらもち いっぺい）
入学式の日に出会った世之介の同級生。世之介と唯とともにサンバサークルに入ったが、すぐに唯とつきあい始め、同棲状態となる。その後、唯の妊娠が発覚すると大学を中退して不動産会社で働きはじめた。
阿久津 唯（あくつ ゆい）
世之介と同じクラスのアイプチをしている女子。倉持と結婚し、智世という娘を出産した。
小暮 京子（こぐれ きょうこ）
世之介の住むアパートの同じ階の住民の女性。ヨガのインストラクター。
川上 清志（かわかみ きよし）
世之介の従兄。早稲田大学の4年生で、幕張の県人寮に住んでいる。失恋がきっかけで小説家を目指しはじめる。
石田 健次（いしだ けんじ）
サンバサークルの代表を務める三年生。世之介に高級ホテルのボーイのバイトを紹介した。
清寺 由紀江（きよでら ゆきえ）
サンバサークルの先輩。新入生勧誘時は派手なメイクと格好だったが、普段は地味。
小沢（おざわ）
世之介と一緒に上京してきた高校時代からの友人。マスコミ研究会に所属し、世之介を『ねるとん』のオーディションに誘った。
片瀬 千春（かたせ ちはる）
世之介が一目惚れした年上の女性。小沢とは知り合いで、男との別れ話のために世之介に弟のふりを頼んだ。パーティーを主催する会社の手伝いをしているパーティーガールとして人脈を広げていたが、祥子からは「高級娼婦」と言われていた。後に画家のマネージャーを経て、ラジオのパーソナリティとなる。
加藤 雄介（かとう ゆうすけ）
世之介の同級生の友人。大阪出身だが大阪弁を嫌い標準語で話す。部屋にクーラーがない世之介は加藤の部屋に入り浸っていた。後に自分は女性に興味がないゲイだと告白したが、世之介は意に介さなかった。
与謝野 祥子（よさの しょうこ）
家が金持ちのお嬢様。世間からズレた言動を見せ、丁寧語で喋る。世之介に好意を寄せ、プールに誘ったり実家に押しかけたりした後、付き合うことになる。ボートピープルが岩場に停泊した場面を世之介とともに目撃したことがきっかけで、後に国連で働くようになる。
戸井 睦美（とい むつみ）
自動車教習所で加藤にデートを申し込んだ女の子。祥子とは幼なじみ。
大崎 さくら（おおさわ さくら）
世之介が高校時代に付き合っていた同級生。世之介が東京に行ってからは、ジローという世之介の高校時代の友人と付き合っている。
中尾 正樹（なかお まさき）
世之介が帰郷した際にスナックで会った羽田空港で働いている青年。世之介のような「東京の大学生」を嫌っており、世之介と喧嘩になるが、最終的には和解し世之介に飛行機のチケットを取ってくれた。
室田 恵介（むろた けいすけ）
かつての恋人が世之介の部屋の郵便受けに間違ってチョコを投函したことがきっかけで世之介と知り合ったカメラマン。世之介がカメラを始めるきっかけとなる。
キムくん
倉持が唯と暮らしていたアパートの隣人の韓国人留学生。

## 映画
2012年春に東京都内近郊及び長崎県で撮影され、2013年2月23日に公開された。第56回ブルーリボン賞作品賞、第5回TAMA映画賞最優秀作品賞受賞作品。
主人公・横道世之介役の高良健吾と、ヒロイン与謝野祥子役の吉高由里子の2人は2008年公開の映画『蛇にピアス』以来5年ぶりの共演となる。監督は『南極料理人』、『キツツキと雨』の沖田修一。
キャッチコピーは「出会えたことが、うれしくて、可笑しくて、そして、寂しい――。」。
2013年12月6日から8日にかけてアメリカ合衆国・ロサンゼルスで開催されたLA EigaFest 2013では招待作品として上映された。

### キャスト
- 横道世之介 - 高良健吾
- 与謝野祥子 - 吉高由里子
- 倉持一平 - 池松壮亮
- 片瀬千春 - 伊藤歩
- 片瀬千春の母 - 藤夏子
- 加藤雄介 - 綾野剛
- 阿久津唯 - 朝倉あき
- 大崎さくら（世之介の元恋人） - 黒川芽以
- 小沢 - 柄本佑
- 川上清志 - 黒田大輔
- 戸井睦美 - 佐津川愛美
- 戸井愛 - 奈良木未羽
- 前原（ラジオ局ディレクター） - ムロツヨシ
- 飯田（ガソリンスタンド店長） - 渋川清彦
- 安住（与謝野家運転手） ‐ 井上肇
- 石田健次 - 大水洋介（ラバーガール）
- 清寺由紀江 - 田中こなつ
- 小暮京子 - 江口のりこ
- 加藤の相方 - 眞島秀和
- 室田恵介 - 井浦新
- 与謝野佳織（祥子の母） - 堀内敬子
- 与謝野広（祥子の父） - 國村隼
- 与謝野家お手伝い　- 広岡由里子
- 横道洋造（世之介の父） - きたろう
- 横道多恵子（世之介の母） - 余貴美子
- 蕨野友也、家入彬、田村健太郎、早坂ひらら、井上肇　ほか

### スタッフ
- 監督 - 沖田修一
- 脚本 - 沖田修一、前田司郎
- 音楽 - 高田漣
  - ストリングスアレンジ - 中島ノブユキ
- 主題歌 - ASIAN KUNG-FU GENERATION「今を生きて」[6]
- 撮影 - 近藤龍人
- 照明 - 藤井勇
- 録音 - 矢野正人
- 美術 - 安宅紀史
- 衣裳 - 纐纈春樹
- 編集 - 佐藤崇
- 音響効果 - 齋藤昌利
- スクリプター - 田口良子
- 助監督 - 海野敦
- 特殊メイク - JIRO
- VFXスーパーバイザー：オダイッセイ
- サンバコーディネート蓮出振り付け - アダチ正芳
- ロケ協力 - 長崎市、長崎県フィルムコミッション、長崎自動車、あつぎフィルムコミッション、府中市役所経済観光課、みうら映画舎 ほか
- スタジオ - 日活撮影所
- 協力 - 法政大学、西武プロパティーズ、J-WAVE、江崎グリコ、リンガーハット
- 助成 - 文化芸術振興費補助金
- 製作者 - 鳥羽乾二郎、小崎宏、川城和実、広田勝己、畠中達郎、小林栄太朗、百武弘二、平尾隆弘、北川直樹、井澤昌平、羽白勝、中原研一、川邊健太郎
- 製作総指揮 - 佐藤直樹
- エグゼクティブプロデューサー - 由里敬三
- プロデューサー- 西ヶ谷寿一、山崎康史
- 共同プロデューサー - 西宮由貴
- ラインプロデューサー - 金森保
- 制作プロダクション - キリシマ1945
- 配給・宣伝 - ショウゲート
- 企画・製作幹事 - 日活
- 製作 - 「横道世之介」製作委員会（日活、博報堂DYメディアパートナーズ、バンダイビジュアル、毎日新聞社、アミューズソフトエンタテインメント、テンカラット、ショウゲート、文藝春秋、ソニー・ミュージックエンタテインメント、テレビ東京、テレビ大阪、BSジャパン、Yahoo! JAPANグループ）

### 評価
モニター試写では参加者の93パーセント以上がこの映画を薦めたいと回答し、公式サイトには84人以上の著名人からコメントが寄せられた。公開初週の映画観客動員ランキング（興行通信社調べ）では初登場第10位となっている。最終興収は2億1700万円。

#### 受賞
- 第87回キネマ旬報ベスト・テン
  - 読者選出日本映画ベスト・テン第8位
- 第68回毎日映画コンクール[10]
  - 女優助演賞（吉高由里子）
  - 録音賞（矢野正人）
- 第56回ブルーリボン賞[11]
  - 作品賞
  - 主演男優賞（高良健吾）
- 第37回日本アカデミー賞新人俳優賞（綾野剛）※『夏の終り』と合わせて）[12]
- 第23回日本映画プロフェッショナル大賞
  - ベスト・テン 第3位
  - 監督賞 沖田修一
  - 主演男優賞 高良健吾
- 第18回日本インターネット映画大賞
  - 主演男優賞（高良健吾）
- 第8回（2013）フランス・KINOTAYO現代日本映画祭
  - ソレイユ・ドール（金の太陽）
  - 観客賞（グランプリ）
- 第5回TAMA映画賞[13]
  - 最優秀作品賞
  - 最優秀女優賞（吉高由里子）
  - 最優秀新人男優賞（池松壮亮）
- 映画芸術2013年日本映画ベストテン＆ワーストテン・ベスト8位[14]
- 映画秘宝2013年度　第29位
- ムービープラスアワード2013 映画スペシャリスト大賞作品賞（邦画）第1位
- ライムスター宇多丸のウィークエンド・シャッフル2013年　第7位

### 映画祭
- 第25回東京国際映画祭にてワールド・プレミア上映。
- ロサンゼルスで開催されている「LA EigaFest 2013」にて状態作品として上映。

### 関連商品

#### サウンドトラック
オリジナルサウンドトラックはネット配信にて2013年2月20日に発売。全7曲。

#### Blu-ray/DVD
2013年8月7日発売。発売・販売元はバンダイビジュアル。
- 通常版（Blu-ray版/DVD版ともに1枚組）
  - 封入特典:作品解説書
  - 映像特典:特報、予告編、TVスポット。
- スペシャル版 特製ブックケース仕様（本編Blu-rayと特典DVDの2枚組）
  - 封入特典：作品解説書、オリジナルライナーノート、ポストカード6枚
  - 本編ディスク Blu-ray
    - 映像特典:特報、予告編、TVスポット

  - 特典ディスク DVD
    - 映像特典:メイキング、未公開シーン、ロールナンバー集

## 続横道世之介
『横道世之介』の続編。季刊文芸誌「小説BOC」（中央公論新社）で2016年4月発売の創刊号から2018年7月発売の第10号まで連載され、2019年2月20日、単行本として中央公論新社より発売された。
舞台は横道世之介が24歳となった1993年。そこから27年後の東京五輪で沸く2020年までつながる物語が描かれる。

## 参照
- 新大久保駅乗客転落事故
- あなたを忘れない